# Distributie (verdeling)
Distributie is de verdeling van productie die niet door de producenten zelf wordt geconsumeerd. Het verdelingsvraagstuk is de vraag naar de manier waarop dit plaatsvindt, met het oog op een zo groot mogelijke welvaart van een samenleving. Hiervoor bestaan diverse oplossingen. 
- Zo kan verdeling voortkomen uit solidariteit, zoals bij de jager-verzamelaars.
- Waar sprake is van regionale specialisatie, kan ruilhandel ontstaan, om zo zaken te verkrijgen die men niet zelf kan produceren.
- Een derde mogelijkheid is het geven van geschenken, om zo wederkerige relaties te creëren. Daarbij kan het deel uitmaken van een patronagesysteem, waarbij sprake kon zijn van redistributie.

## Geldeconomie
Bij de overgang naar een geldeconomie, is distributie niet meer gebonden aan de beperkingen van de directe beschikbaarheid van goederen of diensten. De handel kan daardoor sterk toenemen. Maar in een monetaire economie kan er distributie plaatsvinden via de staat, in de vorm van bijvoorbeeld ontwikkelingshulp of uitkeringen, via de markt, in de vorm van commerciële verzekeringen, en via de kerken ("de belofte van rijkdom").